# Autry-le-Châtel

Autry-le-Châtel este o comună în departamentul Loiret din centrul Franței. În 1 ianuarie 2022 avea o populație de 858 de locuitori.